# Moderatto Army
Moderatto Army es el nombre del álbum del grupo Moderatto el cual fue grabado en vivo durante sus presentaciones en el Auditorio Nacional de la Ciudad de México durante el 2008. 
Cabe destacar que es una alusión de la Kiss Army, el cual es el nombre que se le da al club de fans de dicha banda.
También contiene un DVD con lo más destacado de los conciertos, contado también con un agregado de bonus track.

## Lista de canciones
El disco incluye un DVD con el concierto en vivo en el auditorio nacional, como fue filmado y los comentarios de cada integrante del grupo.
| Moderatto Army - CD |                                                 |          |  |
| N.º                 | Título                                          | Duración |  |
| 1.                  | «Sentimetal»                                    |          |  |
| 2.                  | «No hay otra manera»                            |          |  |
| 3.                  | «Si te vas»                                     |          |  |
| 4.                  | «Si no te hubieras ido»                         |          |  |
| 5.                  | «Nueva sensación»                               |          |  |
| 6.                  | «Si mi delito es rockear (me declaro culpable)» |          |  |
| 7.                  | «Nadie me lo quitará»                           |          |  |

| Moderatto Army - DVD |                                                           |          |  |
| N.º                  | Título                                                    | Duración |  |
| 1.                   | «Behind the sins» (Documettal sobre la gira de Moderatto) |          |  |
| 2.                   | «Si mi delito es rockear»                                 |          |  |
| 3.                   | «Si te vas»                                               |          |  |
| 4.                   | «Si no te hubieras Ido»                                   |          |  |
| 5.                   | «No hay otra manera»                                      |          |  |
| 6.                   | «Nadie me lo quitará»                                     |          |  |
| 7.                   | «Sentimettal»                                             |          |  |
| 8.                   | «Solo de batería»                                         |          |  |
| 9.                   | «Solo de guitarra»                                        |          |  |
| 10.                  | «Sentimettal» (Video Promocional)                         |          |  |
| 11.                  | «No hay otra manera» (Video Promocional)                  |          |  |
| 12.                  | «Si mi delito es rockear» (Video Promocional)             |          |  |
| 13.                  | «Lycanthropy» (Video Promocional – Exclusivo)             |          |  |
| 14.                  | «Dame dame» (Video Promocional – Exclusivo)               |          |  |
| 15.                  | «Video fan 01» (Moderatto Army)                           |          |  |
| 16.                  | «Video fan 02» (Moderatto Mettal)                         |          |  |
| 17.                  | «Video fan 03» (Chikas Moderatto)                         |          |  |
| 18.                  | «Video fan 04» (Generación Moderatto)                     |          |  |
| 19.                  | «Video fan 05» (Sentimettal)                              |          |  |